# 全思誠
全思誠（？—？），字希賢，號砂岡、又号文達，直隸上海（今上海市楊浦區）人，元末明初政治人物。

## 生平
為人知識廣博，善做詩歌、散文，元末任松江府學學正。洪武十六年（1383年）明太祖徵求年高有得者，全思誠與鮑恂、余詮、張長年等人皆入宮謁見，並授文華殿大學士兼左中允，這時全思誠已年屆九十多歲，以年邁體弱、有心無力為由推辭不就。太祖對其說：“卿德高，煩輔導太子耳，免卿早朝，從容侍對，庶不負所學，何辭焉？”於是便駁回了他的辭呈。次年，全思誠再次上疏請求回鄉致仕養老，於是太祖便下敕書褒獎他：“卿懷才抱德，志肩古人，惜乎以衰老之年，志雖存而力不逮，朕不忍復勞，今卿返鄉里，以撫子孫，享其奉養。”全思誠詩歌效法盛唐，詩人王逢等人俱尊稱他為耆宿，死後入祀鄉賢祠。

## 著作
著有《砂岡集》。

## 紀念
上海建有全公祠，嘉慶十年（1805年）重建。上海人不稱全公祠，而稱閣老殿，祠堂現已不存。